# Jean-Michel Huon de Kermadec
Pour les articles homonymes, voir Huon et Kermadec.
Jean-Michel Huon de Kermadec né le 12 septembre 1748 à Bohars (Finistère) et mort le 6 mai 1793 dans la baie de Balade (Nouvelle-Calédonie) est un navigateur français.
Entré à 18 ans dans la Marine royale, il participe à la guerre d'indépendance des États-Unis sous les ordres du comte d'Orvilliers et de La Motte-Picquet. La paix revenue, il part en 1785 pour un voyage d'exploration scientifique commandé par le contre-amiral Bruny d'Entrecasteaux au Levant. En 1791, il est choisi pour seconder Bruny d'Entrecasteaux dans sa tentative de retrouver le comte de La Pérouse, dont on était sans nouvelles depuis trois ans. Il meurt de la tuberculose pendant cette expédition.

## Biographie

### Origines et débuts
Jean-Guillaume Huon de Kermadec descend d'une ancienne famille de la noblesse bretonne dont l'origine remonte au XIIIe siècle et dont le manoir originel se trouve à Pencran. Elle porte « d'or à trois annelets d'azur, cantonnés de trois croisettes recroisetées de même » et sa devise est : « atao da virviquen » (« toujours à jamais »).
Fils aîné de Jean-Guillaume Huon de Kermadec, seigneur de Tromeur (1713-1758) et de son épouse Anne-Françoise du Mescam, dame de Mescaradec (1723-1788), Jean-Michel Huon de Kermadec est reçu, comme son frère Jean-Marie, page du roi en 1762. Il entre dans la Marine royale comme garde de marine en mai 1766, avant d'être promu au grade d'enseigne de vaisseau en 1773. 

#### Guerre d'indépendance américaine
Embarqué en qualité d'enseigne du vaisseau Sensible, commandée par le chevalier Bernard de Marigny, dans l'armée du comte d'Orvilliers, il sort de Brest, le 8 juillet 1778, pour aller à la rencontre des forces anglaises. Ayant aperçu, le 24 juillet, un certain nombre de voiles sous le vent de sa flotte, l'amiral français envoie en avant le Sensible, qui rapporte bientôt que la flotte anglaise compte 30 vaisseaux de ligne aux ordres de l'amiral Keppel. D'Orvilliers donne aussitôt l'ordre de se ranger en ordre de bataille ; mais une brume épaisse sépare les deux armées, qui ne se retrouvent que le 27 juillet, à la hauteur d'Ouessant.
Il sert sur le vaisseau Diadème, commandé par M. de Dampierre, dans l'escadre de La Motte-Picquet, lorsque ce général réunit ses forces à celles que le comte d’Estaing avait à la Martinique. Après cette jonction, Kermadec prend part au combat et à la prise de la Grenade, puis au siège de Savannah en 1779 ; enfin aux combats des 20 mars et 21 mars 1780, livrés par l'escadre de La Motte-Picquet à l'amiral Hyde Parker. En 1781, il est nommé chevalier de l'ordre de Saint-Louis.

### Voyage d'exploration au Levant
En 1785, Huon de Kermadec embarque sur la Résolution à Brest en tant que commandant en second du contre-amiral Bruny d'Entrecasteaux et prend part au voyage d'exploration vers le Levant (Chine). Cette expédition ouvre une nouvelle route maritime vers la Chine, la Résolution passe par le détroit de la Sonde, les Moluques, les Mariannes et les Philippines, jusqu'à Canton, en traversant, contre la mousson, des régions inexplorées et dangereuses.

### À la recherche du comte de Lapérouse

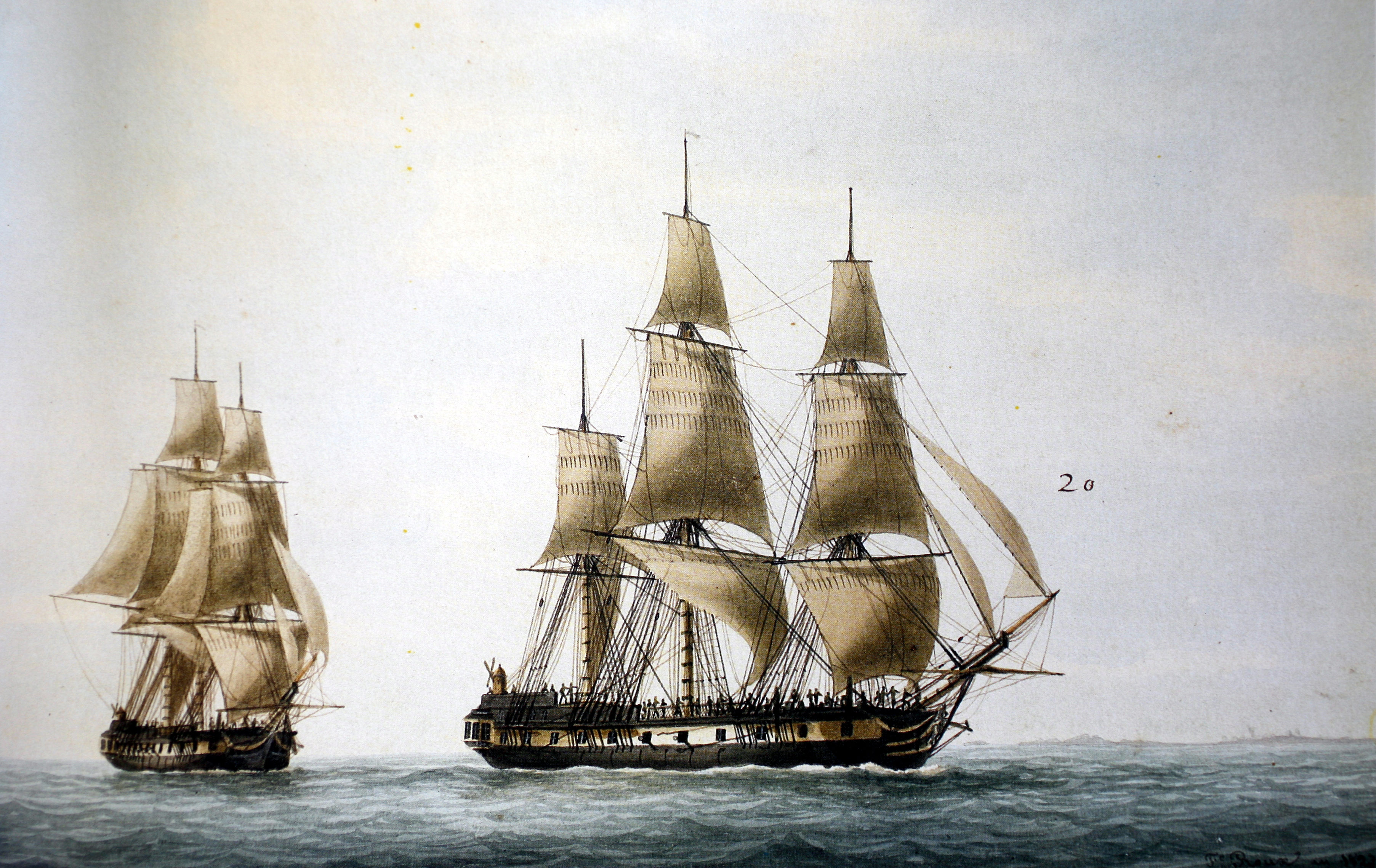
François Roux, la Recherche et l’Espérance.

Huon de Kermadec se voit confier son premier commandement sur le Rhône, en 1789 et, le 11 avril de cette même année, il devient membre de l'Académie de marine. Il sert à nouveau sous les ordres d'Entrecasteaux sur le Patriote en 1790-1791, et est choisi pour commander la frégate Espérance, lors de l'expédition d'Entrecasteaux destinée à aller chercher le comte de La Pérouse, qui quitte le port de Brest le 28 septembre 1791. 
Ce n'est qu'une fois en mer, le lendemain, qu'il est averti de sa promotion au grade de capitaine de vaisseau. Après une escale à Tenerife et au Cap de Bonne-Espérance et une étude de l'île d'Amsterdam et de l'île Saint-Paul, d'Entrecasteaux décide d'aller examiner les rapports voulant que certains habitants des îles de l'Amirauté « portaient des uniformes français et des ceintures de marins » et il approche de ces îles en « passant au sud de la Nouvelle-Hollande ». Le 23 avril 1792, les deux vaisseaux parviennent à baie de la Recherche sur Van Diemen's Land, actuelle Tasmanie, où ils trouvent de l'eau potable et des vivres. Ils y séjournent jusqu'au 28 mai.
L’expédition met alors les voiles au nord et rejoint l'île des Pins, sur la côte ouest de la Nouvelle-Calédonie puis vers la Nouvelle-Irlande, elle rejoint à nouveau les îles de l'Amirauté puis Ambon sans trouver aucune trace de La Pérouse. Depuis les Indes orientales néerlandaises, l'expédition mit le cap au sud-ouest vers la Nouvelle-Hollande, et après avoir traversé l'archipel de la Recherche, ils atteignent la baie de l’Espérance, Australie-Occidentale, le 9 décembre. Les Français restent au mouillage jusqu'au 17 décembre.
Avec des réserves en eau potable à un niveau critique en janvier 1793, Huon de Kermadec parvient à convaincre d'Entrecasteaux de mettre le cap vers la Tasmanie, où ils étaient assurés de pouvoir se réapprovisionner, perdant ainsi l'opportunité de déterminer l'existence d'un détroit au sud de la Nouvelle-Hollande. Le 21 janvier, l’expédition retourne à la Baie de la Recherche. Ce second voyage en Tasmanie, qui se poursuivra jusqu'au 27 février, sera marqué par des contacts amicaux avec les habitants indigènes vivant sur place. Il permit également la découverte de l'estuaire de la rivière Derwent. La Recherche et l’Espérance se dirigent alors vers Tongatapu et Balade en Nouvelle-Calédonie, où Huon de Kermadec meurt de la tuberculose le 6 mai 1793. 
Lettré et cultivé, Huon de Kermadec dessinait et jouait de la flûte. Avant sa mort, il laisse des instructions précises pour que sa bibliothèque soit partagée entre les officiers de l'expédition. Jamais marié, il ne laisse pas de descendance.

## Postérité

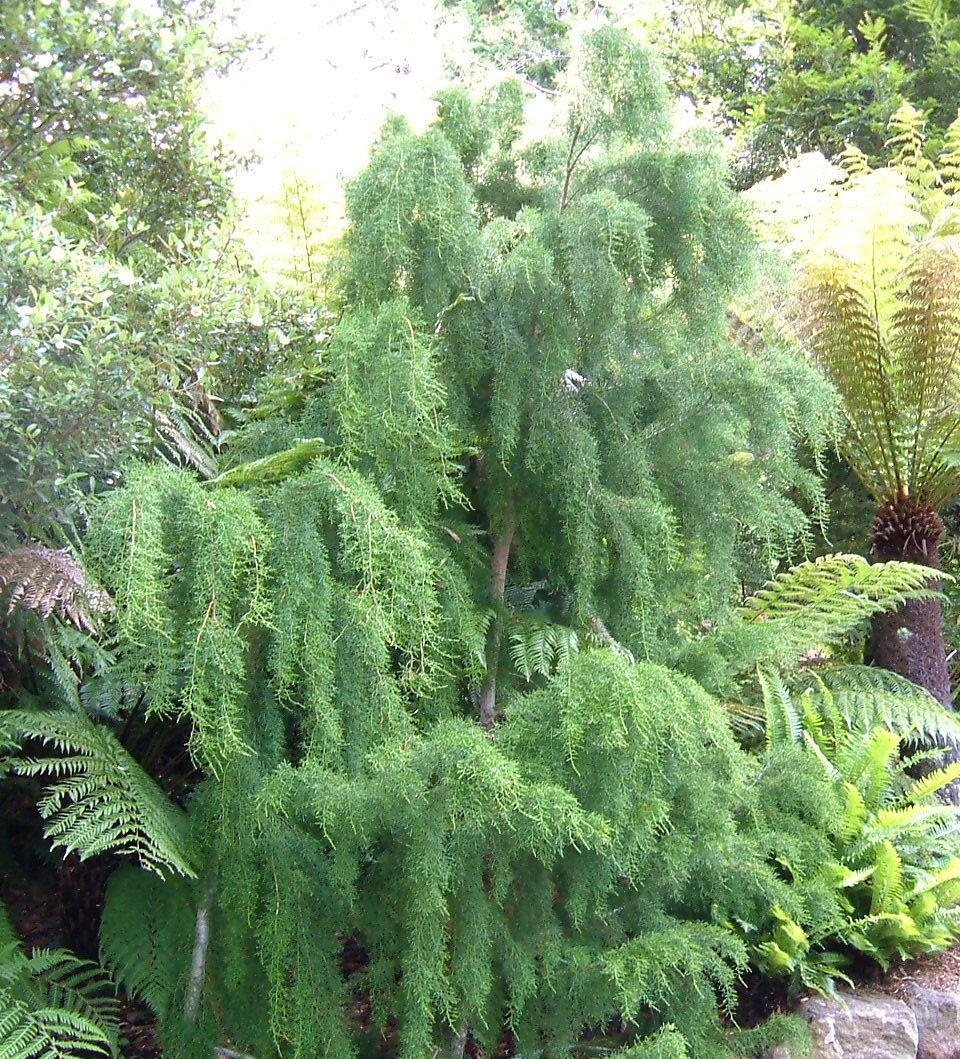
Le pin Huon de Tasmanie doit son nom au capitaine Huon de Kermadec.

Jean-Michel Huon de Kermadec a laissé son nom à :
- l'îlot Huon ;
- les îles Kermadec ;
- Huonville;
- la vallée Huon (en) ;
- la rivière Huon, en Tasmanie ;
- la péninsule de Huon ;
- le golfe d'Huon en Papouasie-Nouvelle-Guinée ;
- le pin Huon ;
- le genre Kermadecia de Proteaceae de Nouvelle-Calédonie ;
- une espèce d'Insecte Coléoptère de la famille des Histeridae: Neobacanius kermadeci, décrite de Nouvelle-Calédonie, lui a été dédiée par l'entomologiste français Yves Gomy en 1976[5].

Il a aussi laissé son nom indirectement à un arbre (Metrosideros kermadecensis) et un oiseau (Pétrel des Kermadec) des îles Kermadec.